# Cropia albiclava
Cropia albiclava är en fjärilsart som beskrevs av Max Wilhelm Karl Draudt 1925. Cropia albiclava ingår i släktet Cropia och familjen nattflyn. Inga underarter finns listade i Catalogue of Life.